# Сайрон
Сайрон (англ. Syron; полное имя Кэтрин Дейзи Таллула Сайрон Рассел) — британская певица из Лондона. Выступала на радиостанциях Radio 1 и 1Xtra, а также была названа MTV «одной из любопытных певиц». Журнал ID назвал певицу «одним из крутейших женских талантов 2012 года». Её музыка была описана журналом Idolator как помесь The xx и Дэнни Брауна. Музыкальный портал Popjustice также отзывался о ней благосклонно.
Обучалась в BRIT School of Performing Arts & Technology в Саут-Лондоне.

## Дискография

### EP/Микстейпы
- Mixtape 1 (19 сентября 2012)
- Mixtape 2 (20 марта 2013)
- Lucid (11 мая 2014)

### Синглы
- «Breaking» (24 сентября 2012)
- «Waterproof» (2 января 2013)
- «Here» (24 марта 2013)
- «Colour Me In» (28 ноября 2013)
- «Three Dreams» (8 февраля 2014)
- «All I Need» (31 мая 2015)
- «Talkin' Crazy» (25 сентября 2015)

### Совместные синглы
- Rudimental — «Spoons» (совместно с MNEK) (20 февраля 2012)
- Solo — «Home Is Where It Hurts» (11 июня 2012)
- Tensnake — «Mainline» (2 ноября 2012)
- Redlight — «Thunder» (10 марта 2014)
- Миста Сильва[англ.] — «Green Light» (9 октября 2014)

### В качестве автора песен
- f(x) — «Rude Love»